# کورت رونگه
کورت رونگه (آلمانی: Kurt Runge; ۱۳ سپتامبر ۱۸۸۷ – ۶ نوامبر ۱۹۵۹) قایقران روئینگ اهل آلمان بود.